# عوالق المياه العذبة
عوالق المياه العذبة (الاسم العلمي: Limnoplankton) هي عوالق تعيش في المياه العذبة الموجودة في البحيرات وخزانات السدود الكبيرة. عوالق المياه العذبة تختلف في تكوين الأنواع ووفرتها يمكننا التمييز و يدخل فيها:
- عوالق الينابيع (الاسم العلمي:Krenoplankton)
- عوالق الأنهار (الاسم العلمي:Potamoplankton)
- عوالق البحيرات (الاسم العلمي:Eulimnoplankton)
- عوالق المستنقعات (الاسم العلمي:Heleoplankton)
- عوالق البرك (الاسم العلمي:Telmatoplankton)

## أنظر أيضا
- عوالق حيوانية
- عوالق نباتية